# Amanita albocreata
Amanita albocreata (лат.) — гриб семейства Мухоморовые (Amanitaceae). Включён в подрод Amanita рода Amanita.

## Описание
Шляпка 2,5—8,5 см в диаметре, выпуклой, затем плоско-выпуклой формы, с гладкой белой, в центре жёлтой поверхностью, покрытой немногочисленными белыми бородавками — остатками общего покрывала.
Мякоть белого цвета, без особого вкуса и запаха.
Гименофор пластинчатый, пластинки свободные или узко-приросшие, часто расположенные, беловатого цвета.
Ножка 8—12 см длиной и 0,6—0,8 см толщиной, почти цилиндрическая, бледная, в нижней части — с заметными бородавчатыми остатками покрывала, расположенными кольцом. Основание ножки с заметным бульбовидным утолщением. Кольцо отсутствует.
Споровый порошок белого цвета. Споры 7,5—11,5×6,5—9,5 мкм, неамилоидные, обычно почти шаровидной формы.

## Экология и ареал
Amanita albocreata произрастает в смешанных и хвойных лесах востока Северной Америки, образует микоризу с тсугой.